# Conny Brännberg
Conny Ruben Brännberg, född 31 januari 1956 i Skövde församling, Skaraborgs län, är en svensk politiker (kristdemokrat) och kommunfullmäktiges ordförande i Skövde kommun. Han är också regionråd och ledamot av regionfullmäktige i Västra Götalandsregionen.
Han är också gruppledare för Kristdemokraterna i Västsverige och vice ordförande för beredningen för Kultur och Fritid SKR (Sveriges Kommuner och Regioner). Han är ordförande i Pingstförsamlingen i Skövde. Conny Brännberg har universitetsexamen i filmvetenskap, pedagogik och teologi. 